# Culex judaicus
Culex judaicus är en tvåvingeart som beskrevs av Edwards 1926. Culex judaicus ingår i släktet Culex och familjen stickmyggor. Inga underarter finns listade i Catalogue of Life.